# Аренас
Аренас (на испански: Arenas) е населено място и община в Испания. Намира се в провинция Малага, в състава на автономната област Андалусия. Общината влиза в състава на района (комарка) Аксаркия Коста дел Сол. Заема площ от 26 km². Населението му е 1411 души (по преброяване от 2010 г.). Разстоянието до административния център на провинцията е 45 km.

## Галерия
- Аренас
- Аренас
- Замъкът Бентомис
- Даималос